# Le Neveu de Rameau
Pour les articles homonymes, voir Neveu et Satire (homonymie).
Le Neveu de Rameau ou Satire seconde (sous-titre ajouté par la main de l'auteur sur le manuscrit) est un dialogue écrit par Denis Diderot entre 1761 et 1773. Il s'agit d'une discussion à bâtons rompus entre Moi, le narrateur philosophe, et Lui, Jean-François Rameau, neveu du célèbre compositeur Jean-Philippe Rameau.
L'épigraphe du livre, « Vertumnis, quotquot sunt, natus iniquis » (« né sous l'influence maligne de tous les Vertumnes réunis ») est à rapprocher du sous-titre satire seconde, du latin satura (mélange). Vertumne est en effet le dieu du changement de temps et des saisons. Il peut aussi désigner ici « l'homme-serpent de la satire première, qui se replie en cent façons diverses. »
Le titre moderne est une traduction de celui que lui avait donné Goethe (Rameaus Neffe) dans la traduction qu'il a faite d'une copie clandestine du récit que lui avait transmise son ami Friedrich Schiller depuis Saint-Pétersbourg, où il avait accès à la bibliothèque léguée par Diderot à l'impératrice. Le titre original est connu depuis 1891 lorsque Georges Monval a découvert chez un bouquiniste parisien un manuscrit autographe de l'œuvre portant le titre Satire seconde; ce manuscrit est maintenant conservé à la Pierpont Morgan Library. La satire fait suite à une Satire première inspirée par une satire d'Horace où le poète se plaint de la censure. 
Dans cette « satire » ou pot-pourri littéraire, Diderot oppose à un Lui — condensé d'impuissance créatrice, d'abjection et d'opportunisme — un Moi qui garde « foi en sa morale de l'utilité publique et du respect de soi-même. » Certains lecteurs ont identifié le personnage de Lui au Diderot bohème de la jeunesse, hypothèse que rejette Raymond Trousson. Pour Henri Lefebvre, Lui est « l'individu type de la société individualiste ; un raté, un vaincu. » En affirmant au début du texte « mes pensées ce sont mes catins », Diderot annonce un texte dans lequel il veut exorciser en pensée des valeurs qu'il honnit et explorer une sorte de monstre moral. Pour André Magnan, « C'est un dialogue avec l'époque, rude, serré, passionné, conflictuel, mais impubliable, et voulu tel ; et c'est le soliloque [...] de l'exigence d'un autre sens, d'un autre ordre de l'homme, mais improbable. »

## Les intervenants
Moi est à la fois un intervenant du dialogue sur l’art, la morale, la philosophie, et le narrateur qui relate l'entrevue. Interpellé par Rameau sous le titre de philosophe, « Ah, vous voilà, monsieur le philosophe », il joue surtout un rôle maïeutique : il fait parler Rameau, le pousse à approfondir ses réflexions et recentre par moments la conversation. Il semble regarder Rameau avec indulgence ou amusement, mais c’est néanmoins Lui (Rameau) qui domine le récit par sa vision immorale et cynique de la société.
Lui est clairement identifié à Jean-François Rameau, neveu du célèbre compositeur Jean-Philippe Rameau. Dans sa brève introduction à l’entretien, Moi le présente comme un original, excentrique et extravagant, amoral, provocateur, rempli de contradictions, « composé de hauteur et de bassesse, de bon sens et de déraison ». Il présente une vision matérialiste, hédoniste et cynique de la vie. Non seulement, il admet son immoralité profonde, mais il considère que ce devrait être la norme. Tous ces traits font de lui un personnage inoubliable.
En somme, Lui et Moi représentent deux perspectives inconciliables de morale sociale. Certains critiques estiment qu'en écrivant ce dialogue, Diderot cherchait à mieux se comprendre avec ses talents mais aussi avec ses limitations. Il y aurait donc un peu de lui dans chacun des personnages : le neveu représenterait le concept freudien du Ça en opposition au Moi.

## Contenu
Grand lecteur d'Horace, Diderot s'en inspire et règle ses comptes avec ses ennemis dans cette satire tout en se livrant à une profonde réflexion sur deux sujets qui lui tiennent à cœur : la morale et la question du génie.
Selon Andrew S. Curran, les conséquences du matérialisme athée sont le thème principal du Neveu de Rameau. L'inexistence de Dieu étant tenue pour acquise, les deux personnages, qui se rencontrent au café de la Régence à côté du Palais-Royal, se lancent dans une conversation à bâtons rompus, explorant la possibilité de la morale dans un monde sans dieu et s'il est possible d'être vertueux.

### Les personnages
Le neveu est à la fois artiste, fantasque et cynique. Comparé au « Neveu », le philosophe incarne la réflexion, mais son interlocuteur est beaucoup plus développé. Rameau réfute les valeurs morales imposées par la société : vertu, amitié. Il pense qu'il faut être immoral pour pouvoir réussir. Le philosophe tente de le persuader que l'honnêteté seule peut rendre heureux. Ils se demandent à quelle personne il faut ressembler pour devenir le citoyen idéal. Tout en s'opposant vigoureusement à la bassesse à la vilenie du neveu, Diderot « explorait un espace autocritique de vigilance, de doute et de lucidité, en évitant le pharisaïsme de la vertu, les naïvetés de l'innocence. »

### La morale
Ce dialogue philosophique est centré sur le thème de la morale, qui est un thème important dans l'œuvre de Diderot. Il est approché sous différents angles, notamment le rôle de l’éducation. Les principaux enjeux évoqués sont « vérité et pouvoir, individu et espèce, volonté et nécessité, bonheur et vertu, devoir et droit, besoin et justice, luxe et loi, instinct moral et sens du beau, passion et création, émotion et maîtrise, conscience et contrainte. »
Les hommes, pour satisfaire leurs besoins, s’éloignent des valeurs défendues par le philosophe. Cependant, la vie de Lui paraît vide et improductive, inutile et vaine. Il n’a rien produit alors que le philosophe travaille pour le bien de l’humanité, ainsi que Diderot était conscient de l'avoir fait en travaillant à l'Encyclopédie).

### Le génie
Le dialogue traite aussi du génie, du mystère de la créativité et des rapports entre génie et moralité. Diderot se demande si le génie peut se développer ou disparaître chez un individu. Il définit le génie comme un don de la nature qui diffère du talent par essence : le neveu a du talent mais non pas du génie. Arthur Wilson note que l'auteur était préoccupé par la question de son propre génie : s'il doit reconnaître qu'il a échoué comme dramaturge après ses deux pièces, que peut-il créer d'autre?.

## Contexte

### La cabale des antiphilosophes
Le Neveu de Rameau s’inscrit dans un contexte historique bien précis, celui de la charge des anti-philosophes contre les auteurs de l’Encyclopédie : Diderot, d’Alembert, Voltaire, Rousseau, ceux qu’on appelle les Philosophes des Lumières. Quel est l’enjeu de cette querelle ? Irrité par l’admiration que les Philosophes portent au roi de Prusse Frédéric II au moment de la guerre de Sept Ans, Choiseul, le premier ministre de Louis XV, lance contre eux une cabale et accuse Diderot en 1758 d’avoir pillé les planches de Réaumur pour l’Encyclopédie et plagié Goldoni dans sa pièce le Fils naturel. Les Philosophes sont soutenus notamment par Madame de Pompadour et Malesherbes, directeur de la librairie, qui obtient finalement la permission tacite d’imprimer l’Encyclopédie. Fréron est l’antiphilosophe le plus dangereux, mais c’est Palissot de Montenoy, protégé de Choiseul et ami de Voltaire, qui se consacre à « démasquer les sophistes du temps. » À la tête de la cabale antiphilosophique, Palissot attaque particulièrement Diderot, dans sa comédie, les Philosophes, créée en 1760, en tant que chef de file de l’Encyclopédie, condamnant l’intolérance des Philosophes et leur esprit de parti : « L’enthousiasme de la nouvelle Philosophie était porté si loin que l’on traitait de crime irrémédiable la plus légère plaisanterie que l’on pût se permettre sur aucun de ses adeptes. » Le rôle de la satire des anti-philosophes dans le Neveu de Rameau est secondaire, mais la pièce de Palissot a toutefois été un facteur déterminant dans la genèse du dialogue.
Ce débat marque l’avènement d’une élite nouvelle qui souhaite jouer un rôle national et dont les clans rivaux s’affrontent en prétendant chacun distribuer la gloire et diriger l’opinion. En tant que chef de file de l’Encyclopédie, Diderot est particulièrement attaqué, ridiculisé, critiqué, persécuté. On lui reproche son jargon, sa pédanterie. Il promet de ne pas écrire de mot de représailles, mais sa réponse la plus forte — qu'il gardera soigneusement dans son tiroir — sera Le Neveu de Rameau.

### La querelle des Bouffons
Le dialogue comporte aussi des échos de la querelle des Bouffons (1752-1754), qui a opposé le parti du Roi (conduit par Jean-Philippe Rameau) et celui de la Reine (mené par Rousseau), à la suite de la représentation à Paris de La serva padrona de Jean-Baptiste Pergolèse. Le parti du Roi luttait contre l'italianisation de la musique française. Les thèses de Diderot sont le signal d’une évolution du goût et des arts. Il en est de même pour la danse. La danse n’est pour lui qu’une sorte de ballet de cour, un divertissement qui tient de la fête et du feu d’artifice, avec des ornements et des figures qui n'ont pas suffisamment évolué depuis un siècle. Il pense qu’il faut trouver de nouveaux sujets. Diderot reproche à Jean-Philippe Rameau de ne pas pouvoir complètement s’émanciper d’une esthétique qui semblait alors ancienne à beaucoup de professionnels ou d'amateurs, d’un genre créé par Lully au siècle précédent. La vieillesse de Rameau est troublée par les critiques d'autres Philosophes. Il offre ainsi une autre image du grand homme calomnié, qui vient doubler celle de Diderot.

### Réalisme historique
Diderot évoque des personnages, des œuvres ou des événements de son temps, ce qui donne une touche de réalisme à son ouvrage. Il égratigne aussi quelques-uns de ses adversaires nommément ou indirectement : Fréron; Palissot; l'abbé d'Olivet; l'abbé Le Blanc; Batteux l'hypocrite; Mademoiselle Hus qui s'était acquis sa défaveur pour avoir joué le rôle de l'héroïne dans la pièce de Palissot Les Philosophes; Bertin de Blagny un des receveurs généraux, qui s'entourait de flagorneurs et de profiteurs; Antoine Bret, qui fut directeur de la Gazette de France, une feuille hostile aux philosophes; Antoine Sabatier de Castres, auteur des Trois Siècles de la littérature française; la comtesse de La Marck (1730-1820) — fille de Françoise Charlotte d'Aubigné — qui protégeait Palissot et avec qui Diderot avait eu une rencontre humiliante en 1758; ainsi que Jean-Philippe Rameau, l'oncle, qui avait dénigré les articles de l'Encyclopédie sur la musique,. Ces évocations comptent parmi les rares indices qui permettent de dater la rédaction du dialogue et l'associent au genre de la satire. 

L'ouvrage porte ainsi témoignage sur une fin de régime annonçant la révolution future, comme le signale André Magnan : 

« plus de deux cents personnalités se pressent là, évoquant les allées, les arcanes, les alcôves du pouvoir, symbolisant l'establishment entier du moment, ses plumitifs attitrés, ses marginaux récupérables, des prélats aux ordres, un garde des sceaux fort occupé de son petit chien.... »

## Réception
En raison de son caractère énigmatique, ce chef-d’œuvre de Diderot suscitera d’innombrables commentaires et sa signification sera âprement débattue, autant que l'ont été Hamlet et Don Quichotte selon un chercheur.
Peu après sa parution en allemand, Hegel commente le Neveu de Rameau dans sa Phénoménologie de l'esprit (1806) et en souligne la profondeur et l'intelligence étonnantes. Il voit dans le personnage du neveu un être aliéné de la société et, en raison de la corruption de cette société, aliéné de lui-même — une conception qui sera reprise par Karl Marx,. Le neveu est en effet « une figure de l’éthique sociale qui remet en jeu toutes ses valeurs. » La question ultime selon Quintili est de déterminer comment un Moi et un Lui peuvent se transformer en un Nous social.
Michel Foucault commente également cette œuvre dans son Histoire de la folie à l’âge classique (dans l'Introduction à la troisième partie). Il y voit le point d'entrée du non-cartésianisme dans la pensée moderne, dès lors que « c'est du fond même de la déraison qu'on peut s'interroger sur la raison. » Pour Foucault, avec Le Neveu de Rameau, « c'est la première fois depuis le Grand Renfermement que le fou redevient personnage social; c'est la première fois qu'on rentre en conversation avec lui, et qu'à nouveau, on le questionne. »

### Adaptations théâtrales
La forme de dialogue prédispose Le Neveu de Rameau à l'adaptation théâtrale. Toutefois, le fond du texte, anecdotique, et sa longueur font que le texte est peu joué et rarement intégralement.
- Adaptation de Pierre Fresnay et Jacques-Henri Duval, Paris, théâtre de la Michodière, 1963[28].
- Adaptation de Jean-Pierre Rumeau, Paris, Théâtre Le Ranelagh, 2001-2003, 2009-2010, 2013-2015
- Comédie Claude Volter, Bruxelles, 21 septembre - 15 octobre 2011. Interprétation : Michel de Warzée (le Neveu), Nicolas Pirson (le Philosophe) ; mise en scène de Stéphanie Moriau ; scénographie de Noémie Breeus.

### Adaptations cinématographiques
- L'artiste canadien Michael Snow a réalise un film expérimental intitulé 'Rameau's Nephew' by Diderot (Thanx to Dennis Young) by Wilma Schoen en 1974. Malgré le titre, le film a peu de rapport avec la narration du roman de Diderot.

### Adaptations littéraires détournées
Lorsque le romancier communistre André Stil  est de nouveau emprisonné, en mars 1953, après l'avoir été de mai à juillet 1953, au motif que le portrait qu’il donne des CRS dans son roman "Le Premier Choc", est jugé injurieux. Louis Aragon réunit tous ses articles des Lettres françaises et de L’Humanité pour sa défense en une seule brochure, "Le Neveu de Monsieur Duval suivi d’une lettre d’icelui à l’auteur du livre", publiée dans les Lettres françaises du 4 au 11 juin 1953 , une allusion au dialogue écrit par Denis Diderot. La brochure, publiée comme un roman avec une gravure d'Honoré Daumier en couverture fait allusion à l’exécution des époux Rosenberg aux États-Unis à l'été 1953. Il y ironise sur la manière dont la "presse bourgeoise" traite le romancier communiste, en qualifiant cette manière de déni: "dans votre système, de même que Le Premier Choc n’est pas un roman, André Stil pas un écrivain, L’Humanité pas un journal, le Parti communiste pas un parti, le Prix Staline n’est pas un prix". Symbolisant cette presse, les deux neveux sont dits « assermentés », et mis en scène comme des quasi-policiers, le narrateur évoquant « la Maison poulaga » et montrant le le Neveu qui va lire les épreuves du livre chez l’imprimeur, en en tant que policier. Le Monde voit dans cet ouvrage la filiation des publicistes du XIXe siècle, "qui avaient la plume cruelle". Dans cette "réécriture de Diderot", se glisse un "dialogue avec le lecteur", qui intervient intervient pour actualiser cette réécriture, venant renforcer l’écriture polémique de Louis Aragon car il "permet d’introduire le jeu sur l’identité du personnage comme un élément de la stratégie polémique".

## Histoire de l’œuvre

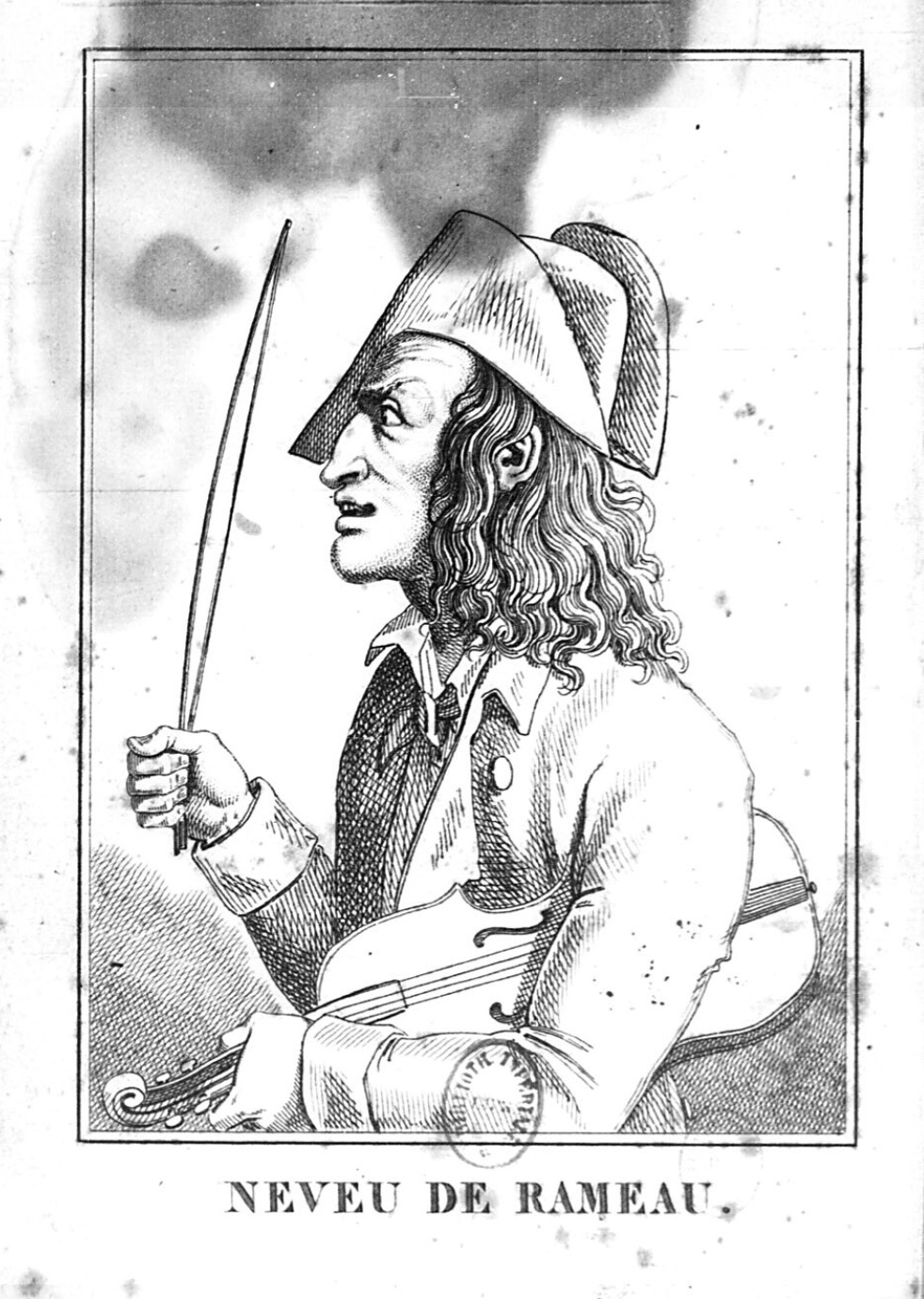
Le Neveu de Rameau (1821). Interné comme fou en 1769, le neveu meurt à l'hospice en 1777.

La rédaction pourrait avoir débuté en 1761, mais on tend aujourd'hui à penser qu'elle date en fait de 1773-1774. On sait peu de choses des circonstances qui présidèrent à cette création que Diderot cacha soigneusement. Deux raisons sont possibles à cette dissimulation :
1. La dimension satirique de l’ouvrage : nombre de ses ennemis sont cités et tournés en dérision. Une publication lui aurait valu de coûteux procès en diffamation[19]. L’expérience de la prison et l’édition clandestine de l'Encyclopédie  incitaient à la discrétion ;
2. Diderot pensait que cette œuvre était peu conventionnelle, trop hors de son temps et ne voulait la confier qu’à la postérité.

Six manuscrits ont été répertoriés, tous postérieurs à 1775. Au décès de Diderot, un exemplaire manuscrit part en Russie avec sa bibliothèque tandis qu'une ou deux autres copies restent en France, dans la famille du philosophe. Quinze ou vingt ans après, un Russe, qui a lu et apprécié le livre, le fait découvrir à Schiller, qui le présente à son tour à Goethe. Ce dernier, admiratif, traduit le texte en allemand et le publie en 1805. Cette version est traduite en français en 1821 par Joseph-Henri de Saur et son ami Léonce de Saint-Geniès, qui présentent leur traduction rétrospective comme l'original et l'intègrent dans leur ouvrage intitulé Des hommes célèbres de la France au XVIIIe siècle et de la littérature et des arts à la même époque. En 1823, Brière, qui édite les œuvres complètes de Diderot, réussit toutefois à dénoncer la supercherie avec l'appui de Goethe et publie la version que Mme de Vandeul, fille de Diderot, avait trouvée dans les papiers de son père, mais dans laquelle les noms propres avaient été grattés. 

### Principales éditions
- Le Neveu de Rameau : dialogue : ouvrage posthume et inédit par Diderot, Paris, Delaunay, 1821
- Le Neveu de Rameau, nouvelle édition revue et corrigée sur différents textes avec une introduction par Charles Asselineau, Paris, Poulet-Malassis, 1862
- Le Neveu de Rameau suivi de l’analyse de La Fin d’un monde et du Neveu de Rameau, par Jules Janin, Bibliothèque nationale, coll. « Les meilleurs auteurs anciens et modernes », Paris, Dubuisson et Cie, imprimeurs-libraires, 1863
- Le Neveu de Rameau : satyre, publiée pour la première fois sur le manuscrit original autographe, avec une introduction et des notes par Georges Monval, accompagnée d'une notice sur les premières éditions de l'ouvrage et de la vie de Jean-François Rameau par Er. Thoinan, Paris, Plon, 1891
- Le Neveu de Rameau. Entretien d'un père avec ses enfants, illustrations de Rémy Lejeune (Ladoré), Éditions Bibliolâtres de France, 1959
- Le Neveu de Rameau et autres dialogues philosophiques, préface de Jean Varloot, Paris, Gallimard, 1972, coll. « Folio » no 761  (ISBN 2-07-036761-4).
- Le Neveu de Rameau : satire première, satire seconde, satire tierce, avec une introduction et des notes par Daniel Carmantrand, Langres, 1984, 172 p.
- Jacques Berchtold et Michel Delon (éd.), Diderot, Goethe, de Saur et Saint-Geniès, Le neveu de Rameau : Rameaus Neffe : Satire seconde, Paris, Fayard, 2017, 420 p.

Voir aussi Henri Coulet, « Les Éditions du Neveu de Rameau », Studies on Voltaire and the Eighteenth Century, 1988, no 254, p. 387-393.
Audio-livre
- Le Neveu de Rameau.

### Études et ouvrages cités
- Jean-Claude Bonnet, Introduction au Neveu de Rameau. Diderot l'oiseleur, Flammarion, 1983.
- Pierre Chartier, Vies de Diderot : 2. Prestiges du représentable, Paris, Hermann, 2012
- Anne-Marie Chouillet, « Notices succinctes sur les personnes et les œuvres citées dans Le Neveu de Rameau », dans Autour du Neveu de Rameau de Diderot, Paris, Champion, 1991, p. 89-107.
- (en) Andrew S. Curran, Diderot and the art of thinking freely, New York, Other Press, 2019.
- Michel Foucault, Histoire de la folie à l'âge classique, Gallimard, coll. « Tel », 1972.
- Henri Lefebvre, Diderot ou les affirmations fondamentales du matérialisme, Paris, 1949.
- Roland Mortier et Raymond Trousson, Dictionnaire de Diderot, Honoré Champion.
- Paolo Quintili, « Révolution et praxis dans Le Neveu de Rameau, roman du jeu de l’éthique sociale », Recherches sur Diderot et sur l'Encyclopédie, no 26,‎ avril 1999 (: http://journals.openedition.org/rde/1081).
- Franck Salaün, Le genou de Jacques. Singularités et théorie du moi dans l'œuvre de Diderot, Paris, Hermann, 2010, 172 p..
- Raymond Trousson, Denis Diderot ou le vrai Prométhée, Paris, Tallandier, 2005.
- (en) Arthur Wilson, Diderot, Oxford University Press, 1972